# Thlaspi eigii
Thlaspi eigii là một loài thực vật có hoa trong họ Cải. Loài này được (Zohary) Greuter & Burdet miêu tả khoa học đầu tiên năm 1983.